# Monument de Nizami Gandjavi à Gandja
Le monument de Nizami Gandjavi est un monument au remarquable poète Nizami Gandjavi, situé dans la ville natale du poète, Gandja, Azerbaïdjan

## Histoire
Le monument a été érigé en 1946. Le sculpteur du monument est l'Artiste du peuple d'Azerbaïdjan Fuad Abdurahmanov, les architectes sont Sadig Dadachov et Mikayil Huseynov.
Pour ce monument en 1947, Fuad Abdurahmanov a reçu le prix Staline.
Jusqu'en 2009, le monument n'a pas été restauré. En 2009, le monument a été reconstruit.
À la suite des travaux, le revêtement en marbre du socle a été remplacé par un revêtement en bronze, 600 m2 de territoire ont été carrelés, un nouveau système d'éclairage a été installé, ainsi que des bancs. Pour les travaux de restauration, 45000 manats ont été alloués sur le budget de l'État.